# John L. Horn
John Leonard Horn, né le 7 septembre 1928 à St. Joseph (Missouri) et mort le 18 août 2006 à Los Angeles, est psychologue et professeur des universités en psychologie cognitive américain. Ses recherches font de lui un pionnier dans le développement des théories de l'intelligence basées sur les modèles psychométriques. 
Il a développé, en collaboration avec Raymond Cattell, la théorie de l'intelligence fluide et cristallisée. Cette théorie a été ultérieurement combinée avec le travail de John Carroll et est connue sous le terme de modèle de Cattell–Horn–Carroll (CHC) modèle qui sert de base de nombreux tests de QI.

## Biographie
Il passe son enfance à Denver, puis s'enrôle dans l'armée durant la guerre de Corée, sans finir le lycée. Il obtient un GED et une bourse d'études d'ancien combattant octroyé par l'armée américaine, qui lui permet de s'inscrire à l'université de Denver où il fait des études de chimie et psychologie. Il s'inscrit en master de psychologie à l'université de Melbourne, où il fait la connaissance de Raymond B. Cattell, enseignant à l'université de l'Illinois. Il décide alors de préparer sa thèse de psychologie dans cette université, sous la direction de Catell. Il s'investit dans la National Association for the Advancement of Colored People et l'Union américaine pour les libertés civiles. Sa thèse de psychologie, consacrée à l'intelligence fluide et l'intelligence cristallisée est la première étude empirique réalisée d'après les théorisations de Raymond Cattell. Il commence sa carrière universitaire en 1967, comme chargé de cours de psychologie de l'éducation à l'université de Californie à Berkeley. Il est ensuite nommé à un poste de professeur associé de psychologie à l'université de Denver (1970-1986). Il est également chercheur associé à l'Institut de psychiatrie de l'université de Londres (1972) et à la clinique psychiatrique de l'hôpital universitaire de Lund (1982). Il est nommé professeur de psychologie à l'université du Sud de la Californie (USC) en 1986, et prend la responsabilité du programme Adult Development and Aging, jusqu'à son départ à la retraite en 2006, orientant plus particulièrement ses recherches vers un approfondissement de la théorie Gf-Gc.

## Travaux de recherche
Le modèle de Cattell-Horn-Carroll est une théorie qui décrit l'intelligence et les capacités cognitives humaines sous forme d'une structure hiérarchique dans laquelle des facteurs étroits prédisent des facteurs cognitifs plus larges, qui eux-mêmes prédisent le facteur général d'intelligence.

## Distinctions
- 1969 : premier lauréat du R.B. Cattell Award
- 1976 : président de la Society of Multivariate Experimental Psychology (SMEP)

## Publications
- Fluid and crystallized intelligence : a factor analytic study of the structure among primary mental abilities, thèse de doctorat, Urbana, Univ. of Illinois, 1965.
- Specimen set for the motivation analysis test : "MAT" for high school seniors and the adult age range, avec Raymond B. Cattell, Champaign, IPAT, 1964.
- Avec G. Donaldson, « On the myth of intellectual decline in adulthood », American Psychologist, 31(10), 701-719, 1976. DOI 10.1037/0003-066X.31.10.701